# Abraham Hesselink
Abraham Hesselink (Paterswolde, 19 de julio de 1862-Ámsterdam, 18 de octubre de 1930) fue un escultor de los Países Bajos.

## Vida y obra
Hesselink, nació en Paterswolde hijo del comerciante de vinos Jacob Hesselink (1826-1910) y Bregje Hesselink (1828 a 1908). Hesselink, sobresalió en Groninga en la Asociación Pictura de amigos del Arte (Kunstlievend Genootschap Pictura, en holandés). Continuó su formación en la Academia Estatal de Ámsterdam y Bruselas. Vivió en Florencia, entre otros lugares, y, finalmente, en Ámsterdam, Haarlem, donde tenía un estudio en el 25 de la avenida Plantage Franselaan . Durante años fue presidente de un artista en Ámsterdam. En el jardín del Rijksmuseum hay una escultura suya titulada Titán en la batalla (Titanenstrijd).
En 1922. Hesselink realizó un  monumento al pintor Jozef Israels. Se basa el diseño en la tumba de la madre, uno de los cuadros más famosos de Israel. La escultura fue dañad durante la Segunda Guerra Mundial por el NSB porque Israel era judío. Después de la guerra fue restaurada en 1947 por William Valk y reinaugurada. Otra obra de Hesselink en Groningaes el monumento al industrial Jan Evert Scholten, erigido en 1931, cuando Hesselink ya había muerto, y que fue colocado en el Parque de la Ciudad.

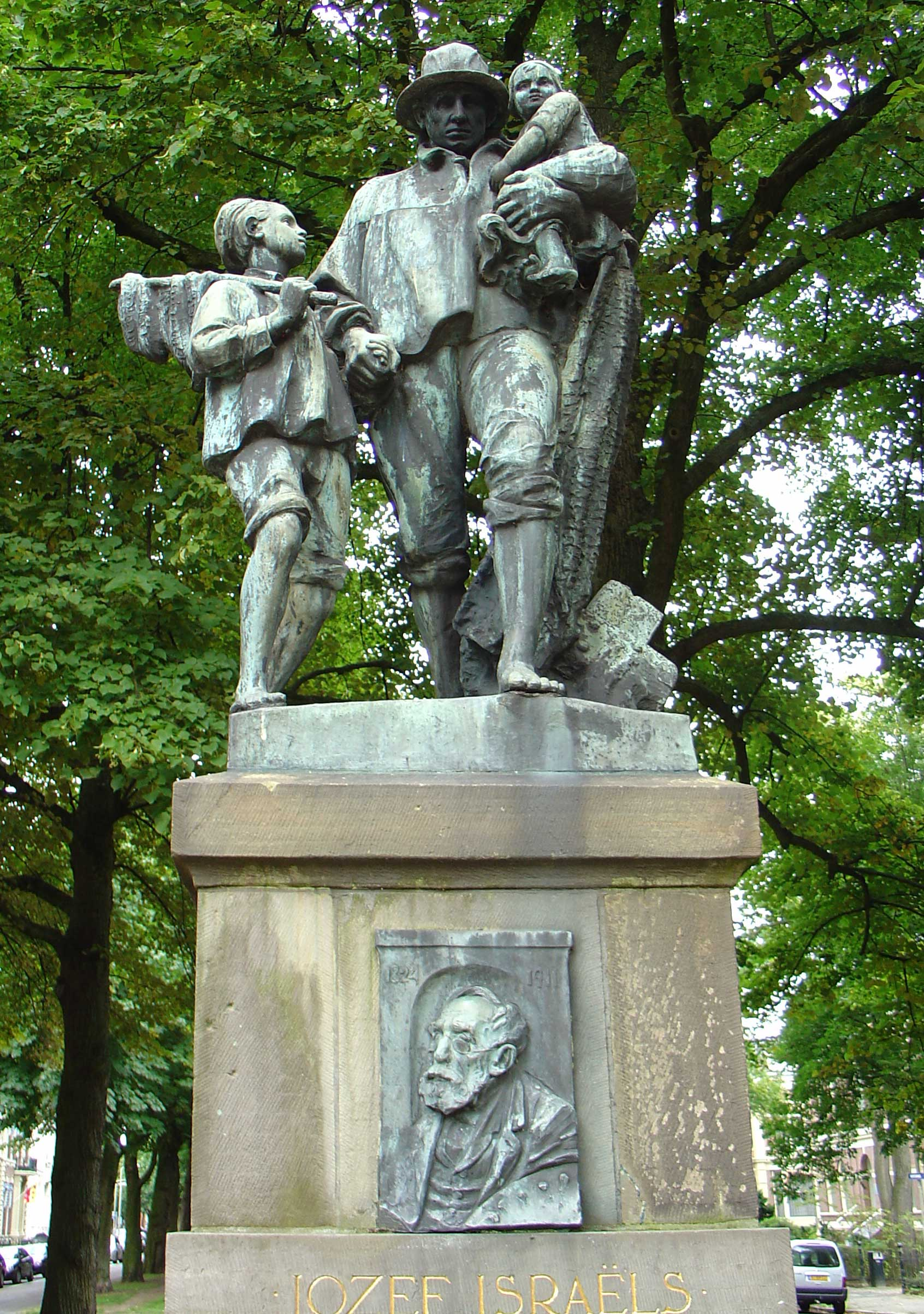
Monumento a  Jozef Israëls (1922)
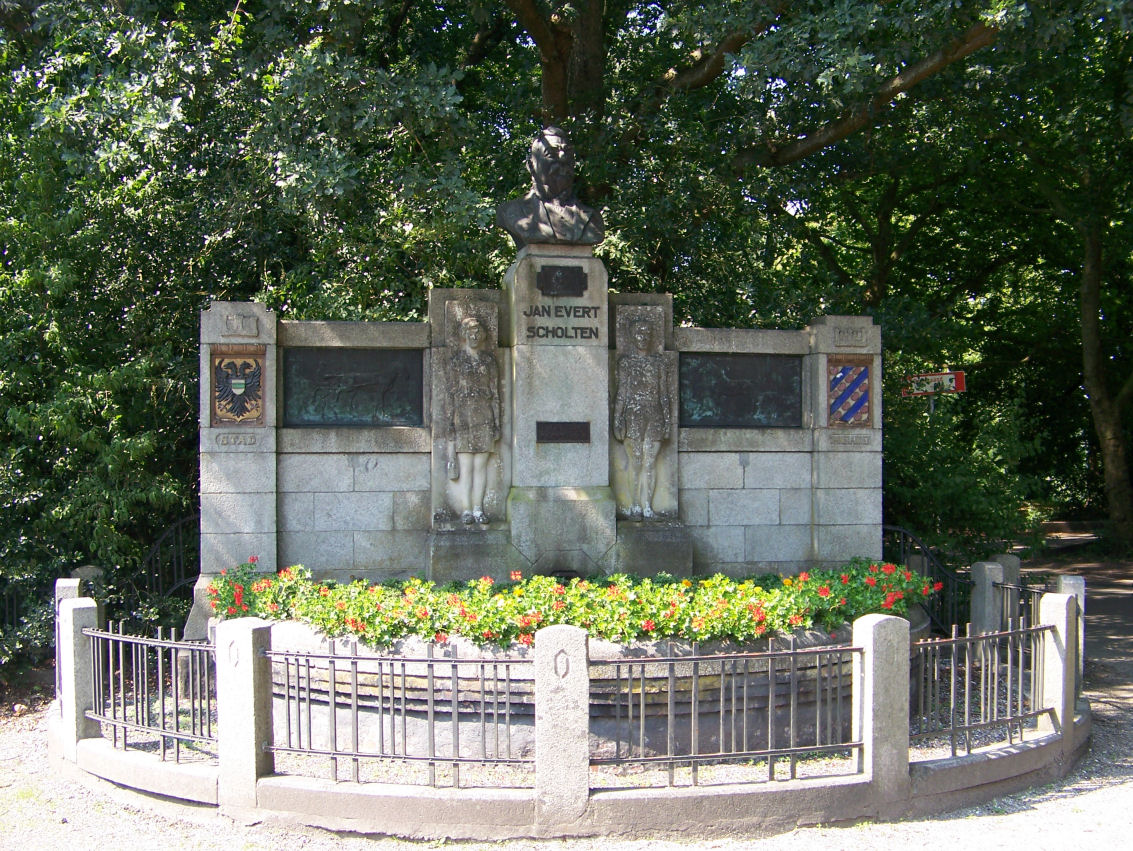
Monumento a  Jan Evert Scholten (1931)
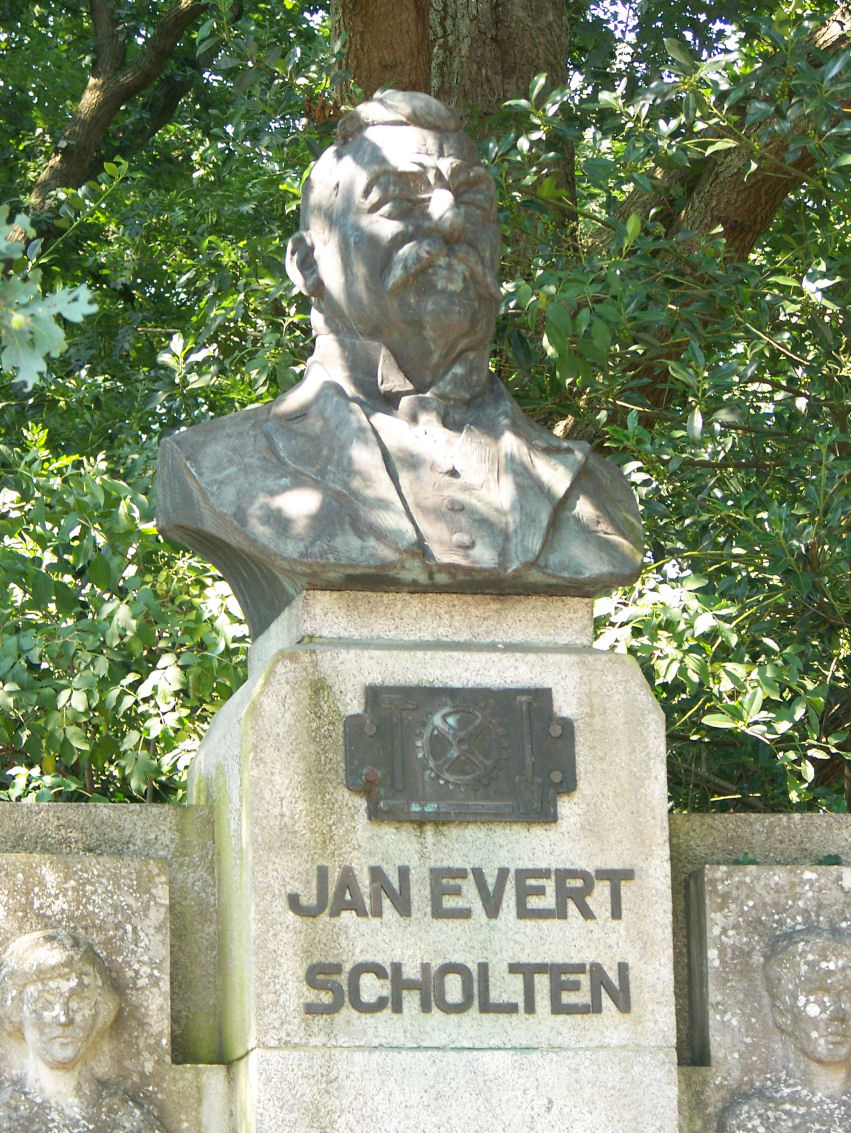
Monument Scholten (detalle)